# Fédération luxembourgeoise de hockey sur glace
Fédération luxembourgeoise de hockey sur glace – luksemburski związek sportowy zajmujący się hokejem na lodzie w tym kraju. Został założony w 1912 roku. Obecnie zrzesza ona 332 zawodników i 34 sędziów. Luksemburska reprezentacja zajmuje obecnie 43-te na świecie z 650 punktami, za RPA (740) i przed Grecją (640). Federacja organizuje mistrzostwa Luksemburga w hokeju na lodzie zwane Alter Domus Cup. W 2008 i 2010 roku, Luksemburg był gospodarzem III Dywizji Mistrzostw Świata IIHF na jego największym lodowisku - Patinoire Kockelscheuer.